# Lavovska oblast
Lavovska oblast (ukrajinski: Львівська область, L’vivs’ka oblast’, L’vivshchyna)  oblast je koja se nalazi se u zapadnoj Ukrajine na granici s Poljskom. Upravno središte oblasti je grad Lavov.

## Zemljopis
Lavovska oblast ima ukupnu površinu 21.833 km2 te je 17 oblast po veličini, u njoj živi  2.626.500  stanovnika te je prema broju stanovnika druga oblast po veličini u Ukrajini. 1.558.700 (59,3 %) stanovnika živi u urbanim područjima, dok 1.067.800 (40,7 %) stanovnika živi u ruralnim područjima.
Lavovska oblast graniči na jugu s Ivano-Frankivskom i Zakarpatskom oblasti, na istoku graniči s Ternopiljskom oblasti, na sjeveru s Volinjskom i Rivanjskom oblasti, dok je na zapadu državna granica s Poljskom.

## Stanovništvo
Ukrajinci su najbrojniji narod u oblasti i ima ih 2.471.000 što je 94,8 % ukupnoga stanovništva oblasti.
- Ukrajinci: 94,8 %
- Rusi: 3,6 %
- Poljaci: 0,7 %
- Židovi: 0,2 %
- Bjelorusi: 0,1 %

Ukrajinskim jezikom kao materinjim govori 95,3 % stanovništva, dok ruskim jezikom kao materinjim govori 3,8 % stanovništva.

## Administrativna podjela
Lavovska oblast dijeli se na 20 rajona i 44 grada od kojih njih devet imaju viši administrativni stupanj, također oblast ima i 34 mala grada i 1849 naselja.

## Vanjske poveznice
- Službena stranica oblasti  Arhivirana inačica izvorne stranice od 13. svibnja 2016. (Wayback Machine)

### Ostali projekti
|  | Zajednički poslužitelj ima još gradiva o temi Lavovska oblast |